# Xiao-Zhe

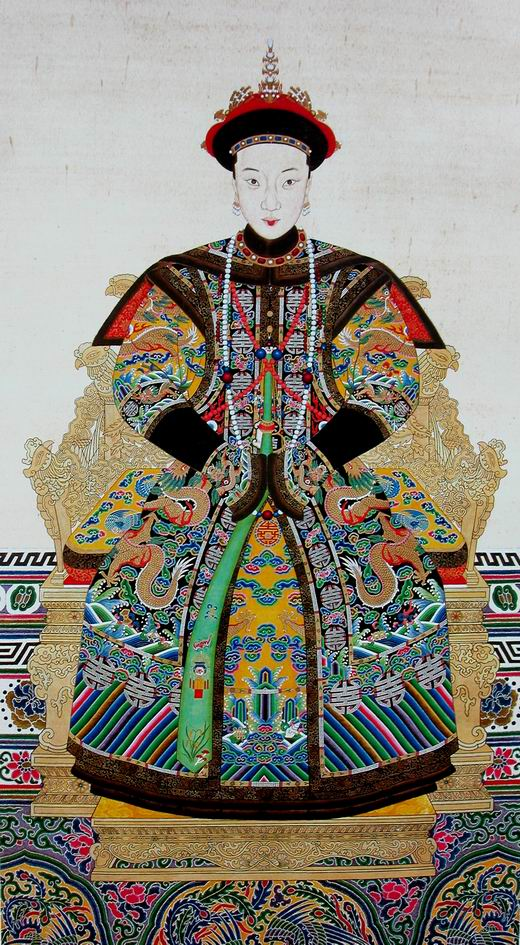
Xiao-Zhe

Xiao Zhe Yi (kinesiska:孝哲毅皇后阿鲁特氏), även känd som Jia Shun, född med namnet Alute, 25 juli 1854, död 27 mars 1875, var en kejsarinna av Kina och gift med Tongzhi-kejsaren.

## Biografi
Xiao-Zhe var dotter till Chong Ji av den mongoliska Aluteklanen, som var känd för sin klassiska bildning, tjänstgjorde vid hovet, och som också var hennes lärare. Som barn blev hon känd för sin bildning och talang för poesi, litteratur, musik och målning och ansågs vara vacker och ha hög moral.
Xiao-Zhe utvaldes av kejsaren till hans gemål 15 september 1872. Valet av henne hade föregåtts av en konflikt mellan hans mor Änkekejsarinnan Cixi och styvmor Cian, där den förra hade framhållit att en kejsarinna måste vara klok och slug medan den senare ansåg att en kejsarinna måste vara dygdig: Alutes morfar var fiende till hennes svärmor, som redan från början var missnöjd med valet av henne.
Tongzhi favoriserade henne framför sina fyra övriga gemåler och hans mor skilde dem åt för att de skulle kunna koncentrera sig på att studera inför sin politiska roll. Detta gjorde att Tongzhi efter rådet av en eunuck började besöka bordeller, där han blev smittad med syfilis. För att undvika skandal behandlades han i stället för smittkoppor, vilket orsakade hans död. Alutes styvmor förebrådde henne för sin sons död och hindrade henne att få tag på mat. Alute bad sin far om råd, och fick svaret: "Ers kejserliga majestät vet vad som bör göras". Därefter begick Alute självmord.
Xiao-Zhes svärmor förklarade att hon begått självmord av sorg över sin makes död och gav henne titeln Xiao-Zhe, "Den filosofiska kejsarinnan". Alutes far blev år 1900 ombedd att stanna i Peking för att sköta dess affärer under boxarupproret: då staden erövrades av europeiska trupper begick han och hela hans familj självmord.